# Turpinia montana
Turpinia montana là một loài thực vật có hoa trong họ Staphyleaceae. Loài này được (Blume) Kurz miêu tả khoa học đầu tiên năm 1875.